# Інтернет радіо Holos.fm
Інтернет-радіо Holos.fm (також відома як  "Голос Свободи") — українська інформаційно-музична інтернет-радіостанція. В етері від 8 квітня 2013 року. Стаціонарна студія у Харкові працювала від 8 квітня 2013 до 24 лютого 2022 року. Від квітня 2014 року до квітня 2017 року паралельно з студією у Харкові, працювала друга студія у Києві. Мовлення інтернет-радіо Holos.fm реалізується професійною творчою командою, які мають багаторічний досвід роботи у електронних та друкованих ЗМІ і триває регулярно. Із початком російського вторгнення в Україну (з 2022) розклад етеру оновлюється.
Слоган: Радіо з неприхованою національною цензурою.

## Мета
Основні завдання творчого колективу:
- збереження традицій української нації
- збереження культурно-мистецького здобутку українців
- пропагування українського національного духу
- підвищення освітнього рівня українців
- інформаційний захист національних інтересів українців

## Історія розвитку стаціонарних та мобільних студій

один із логотипів радіо Holos.fm

У липні 2013 року в урочищі «Розтоки» поблизу села Липа Долинського району Івано-Франківської області відбувався черговий наметовий спортивно-патріотичний табір «Яворина», на якому вперше запрацювала мобільна студія Holos.fm - таборове радіо.
Від 6 грудня 2013 до 19 лютого 2014 під час Революції гідності  мобільна студія радіостанції працювала та вела цілодобове мовлення із прес-центру Штабу національного спротиву, розташованого на 2-му поверху Будинку профспілок у Києві. 
• ВІДЕО архів «Голосу свободи» відзнятий у дні Революції гідності (06.12.2013 — 19.09.2014)
Під час цих подій на журналіста радіо Мирослава Мислу напали бійці Внутрішніх військ.
• Революція гідності: журналіста Мирослава Мислу пограбували й побили бійці ВВ. 25.01.14 (ВІДЕО)
19 лютого 2014 мобільна студія інтернет-радіо Holos.fm була знищена внаслідок пожежі в Будинку профспілок, але ніхто зі співробітників не постраждав. Аудіотрансляцію з Майдану Незалежности пізніше відновили.

#### Мобільні студії інтернет-радіо Holos.fm працювали щорічно
- у липні на фестивалі «Яворина»  у селі Липа, Долинського району, Івано-Франківської області. Яворина: ВІДЕО хроніка фестивалю 2013, 2014, 2015

- у серпні на Шевченківському фестивалі «Ше.Fest» у селі Моринці на Черкащині. Ше.Fest | ШеФест: ВІДЕО хроніка фестивалю Тараса Шевченка у Моринцях 2014, 2015, 2016, 2017, 2018 [Архівовано 26 лютого 2022 у Wayback Machine.]
- на мистецькому хуторі Обирок. [Архівовано 8 липня 2020 у Wayback Machine.]

У липні 2015 року у Києві було пограбовано квартиру в якій мешкала родина редакторів інтернет-радіо Holos.fm. Станом на 1 лютого 2021 року до редакторів радіостанції не надходила інформація про завершення розслідування справи. Подробиці ось тут: Пограбували квартиру редакторів радіо «Голос свободи [Архівовано 30 липня 2015 у Wayback Machine.]

## Формат ефірного мовлення

#### Розклад етеру до 24.02.2022 року

##### Інформаційний блок програм
- НОВИНИ з ФРОНТУ — зведення речника Генерального штабу ЗСУ та зведення пресцентру ОСС — щобудня 14:00, 16:00, 18:00, 20:00, 22:00
- МОВА ФУТБОЛУ — рідній країні про рідний футбол — інформаційно-аналітична програма з гостями студії — щопонеділка о 18:10 та 22:10, повтори щосереди 13:10 та щосуботи о 10:00; повтор архівних випусків щопонеділка о 10:10 та 14:10)
- УКРАЇНСЬКИЙ КОНТЕКСТ — про все в контексті України — авторська програма відомого українського політика, українського націоналіста Андрія Іллєнка (авдіоверсія циклу, що виходить в етері телевізійного каналу «4 канал») — щовівторка о 10:15, 14:15, 18:15, 22:15
- STOPFAKE — викриття неправдивої інформації про Україну та інші держави — щосереди 06:15, 10:15, 14:15, 18:15, 22:15
- InfoНаступ — про фейки та маніпуляції російської пропаганди — щочетверга 06:15, 10:15, 14:15, 18:15, 22:15
- АРМІЯ СЬОГОДНІ — про найважливіше у Збройних силах України — щоп'ятниці 06:15, 10:15, 14:15, 18:15, 22:15
- ВЕЛИЧ ОСОБИСТОСТИ — маловідомі факти про відомих українців — авторська програма доктора філологічних наук Ірини Фаріон (аудіоверсія циклу що виходив в етері телеканалу «Рада») — щодня о 8:15, 12:15, 16:15, 20:15
- ГОЛОС СВЯЩЕННИКА — проповідь Архиєпископа Ігоря (Ісіченка) — щосереди 11:15, 15:15, 19:15, 23:15, щочетверга 03:15
- ТРАДИЦІЇ НАЦІЇ — що цього дня робили наші діди-прадіди, народний календар в побуті та піснях, авторська програма Заслуженого артиста України Олександра Ґави — щодня 9:00, 13:00, 17:00, 21:00
- ГОЛОС КАЗКАРЯ — щодня о 21:15, 7:15
- АНОНСИ ПОДІЙ — що, хто, де, коли — щогодини у 50-ту хвилину МИ — УКРАЇНЦІ! — патріотичний ролик-заклик — щогодини у 30 хвилину

##### Музика
- Пісні українською мовою вітчизняних авторів і виконавців rock-, jazz-, etno- стилів — Етер цілодобово
- Від 6:00 до 20:00 — ритмічно-драйвова музика
- Від 20:00 до 6:00 — романтично-нічна музика
- МУЗИКА ВІЙНИ — найбільша добірка пісень народжених в дні сучасної російсько-української війни — початку кожної години
- МИ — УКРАЇНЦІ! — найбільша добірка патріотичних пісень — щогодини у 31 хвилину

#### Розклад етеру після 24.02.2022
Від 8 квітня 2024 в етері лунають пісні створені-презентовані після початку російського вторгнення в Україну (з 2022)
З нагоди 11-ї річниці початку мовлення, повністю оновлена музична база інтернет-радіо Holos.fm — до плейлиста додано понад 300 нових треків.
Від 20.04.2024 лунають нові етерні брендові джингли.